# Spomen-križ u Bosanskom Grahovu
Spomen-križ u Bosanskom Grahovu je središnji spomen-križ poginulim hrvatskim vojnicima. Nalazi se u središtu Grahova. Postavljen je u spomen poginulim hrvatskim braniteljima koji su nakon operacije Oluja bili stacionirani kod Bosanskog Grahova. Neprijatelj je u noći između 12. i 13. kolovoza 1995. najprije topništvom, a zatim i pješaštvom, pokušao vratiti izgubljene položaje, pritom koncentrirajući svoje elitne i specijalne postrojbe, pokušavajući presjeći komunikaciju Knin – Bosansko Grahovo ovladavanjem strateški važnom točkom, prijevojem Derale. Njima su se suprotstavile hrvatske postrojbe neprofesionalaca iz 141. brigade. U bitci je poginuo 21 pripadnik HV-a, a jedan se još smatra nestalim.
Križ je podignut 24. lipnja 1999. u znak zahvalnosti hrvatskim braniteljima. Napravljen je na za to posebno napravljenom platou popločanog kockama različitih boja. Križ je od zrnatog granita na kojem prevladava tamnoljubičasta boja, crna, siva i zagasite bijele mrvice. Pravokutna kamena ploča s natpisom je crna, na kojoj bijelim slovima piše tekst velikim tiskanim slovima u gornjem desnom dijelu U znak zahvalnosti poginulim hrvatskim braniteljima., u donjem dijelu U B. Grahovu 24. lipnja 1999. Lijevo je grb Hrvatske Republike Herceg-Bosne, početnog crvenog polja. Crvena polja su crna kao pozadina, a bijela polja su zagasito svijetle sive. 2015. godine plato i križ zamijenjeni su kvalitetnijim kamenom. Prvotni križ bio je od jednostavnijeg materijala, kao i plato, koji je bio popločan jednolikim kockama. Na obljetnici 2014. bio je još takav.
Tijekom Domovinskog rata u BiH, na području Bosanskog Grahova poginulo je više od 50 hrvatskih branitelja HV i HVO-a.